# Antonio Bassano
Antonio Bassano (Bassano del Grappa, 1511 – Londra, 19 ottobre 1574) è stato un musicista italiano.

## Biografia
Bassano, nato a Bassano del Grappa, fu uno dei sei figli di Jeronimo Bassano (Anthonio, Jacomo, Alvise, Jasper, Giovanni e Battista), che si trasferì da Venezia in Inghilterra presso la corte di Enrico VIII, verso il 1540.
Sposatosi a Venezia con Elena De Nazzi (Figlia di Battista De Nazzi) ebbe dieci figli, cinque dei quali (Mark Anthony, Arthur, Edward, Andrea e Jeronimo) servirono tutti come musicisti nella corte come il padre, mentre la figlia Lucrezia Bassano (Talvolta citata come Lucretia o Lucrecee) si sposò con il noto musicista francese Nicholas Lanier il Vecchio.

## Curiosità
L'attore canadese Keanu Reeves sarebbe un suo discendente.